# خنیفس الدوسه
خنیفس الدوسه (به عربی: خنیفس الدوسة) یک روستا در سوریه است که در ناحیه صبوره واقع شده‌است. خنیفس الدوسه ۸۰۴ نفر جمعیت دارد.